# サモア時間
サモア独立国では現在、UTC+13の西サモア時間（にしサモアじかん、West Samoa Time - WST）が使用されている。赤道近くの国であるため夏時間は長年採用されていなかったが、2010年9月から2021年4月までの間、夏時間制が実施されていた (夏時間の適用期間は9月最終日曜日の午前3時から4月第1日曜日午前4時まで)。当初は2009年導入の予定であったが、2009年サモア沖地震の影響で1年延期された。サモアは国際日付変更線のすぐ西に位置し、夏時間の間はキリバスのライン諸島と共に世界で最も早く日付が変わる地域であった。

## 歴史
サモア諸島は180度経線の東側、西経169度から173度までの経度帯に位置する (西経171度より西は現在のサモア独立国、東はアメリカ領サモア)。サモア諸島では標準時が導入される以前、1892年までは日付変更線の西側に属していたが、アメリカとの貿易上の都合により日付変更線の東側の日付を採用することとなり、日付は7月4日を繰り返すことによって変更された。そのため、1962年に西経171度以西の地域が西サモアとして独立した当時、標準時はUTC-11となっていた。

### 2011年のタイムゾーン変更
2011年まで、サモア独立国は日付変更線の東側にあり、UTC-11（夏時間はUTC-10）を使用していた。これは隣接するアメリカ領サモアと同じタイムゾーンである (ただし、米領サモアはUTC-11を通年使用)。2011年12月29日末、日付を1日飛ばし翌日を12月31日とすることでタイムゾーンをUTC-11からUTC+13（夏時間はUTC-10からUTC+14）へと変更した。変更する理由として、サモアの首相トゥイラエパ・サイレレ・マリエレガオイは、2011年時点での最大の貿易相手地域であるオーストララシアと取引する際に、日付変更線によって毎週2営業日が無駄になっていることを挙げた。

## IANA time zone database
tz databaseのzone.tabには、サモア独立国の標準時が1つ含まれている。
| 国コード | 座標        | TZ           | 注釈 | 協定世界時との差 | 夏時間 | 備考 |
| -------- | ----------- | ------------ | ---- | ---------------- | ------ | ---- |
| WS       | −1350−17144 | Pacific/Apia |      | +13:00           |        |      |